# Isidro Ayora
Isidro Ayora (Loja, Equador, 2 de setembre de 1879 – Los Angeles, Estats Units, 22 de març de 1979) fou un metge i polític equatorià i president de la República de 1926 a 1931.
Ayora es va graduar en cirurgia a la Universitat Central de l'Equador i va estudiar quatre anys becat a Alemanya. Va ensenyar obstetrícia a la Universitat Central i va ser director de la Maternitat. Va crear la primera Casa Bressol i fou va ser degà de la Facultat de Medicina i posteriorment rector de la Universitat Central. Va ser ministre de Previsió Social durant la Segona Junta de Govern Provisional el gener de 1926 i poc després assumí el govern amb el suport dels militars progressistes que l'any anterior havien pres el poder en la Revolució Juliana. El 1928 va ser nomenat president constitucional i governà fins a la seva renúncia el 24 d'agost de 1931.
El desembre de 1928, durant el seu govern provisional, es va formar una Assemblea Constituent que va redactar i aprovar la XIII Constitució de la República i va elegir Ayora com a president. En matèria de garanties constitucionals aquesta constitució va ser una de les més avançades: va consagrar l'habeas corpus, el vot de la dona, la igualtat dels fills il·legítims i la representació de les minories polítiques. Durant el mandat constitucional Ayora va crear les institucions polítiques i econòmiques modernes de l'Equador, com el Banc Central de l'Equador, la Superintendència de Bancs, la Contraloria General i el Banco de Fomento. Va dictar per primera vegada diverses lleis de treball regulant els contractes individuals, la protecció de la maternitat i el desnonament.